# Janusz Kohut
Janusz Kohut (ur. 24 grudnia 1955 w Bielsku-Białej) – polski kompozytor i pianista.

## Życiorys
Technikę kompozytorską kształcił, głównie pod kierunkiem Bogusława Schaeffera. Kilkakrotnie uczestniczył w Międzynarodowych Kursach dla Młodych Kompozytorów oraz w Seminarium Muzyki Elektronicznej w Krakowie.
Prezentował swoje utwory na wielu koncertach i festiwalach w Polsce i za granicą. Występował na koncertach autorskich kilkakrotnie w Stanach Zjednoczonych (St. Cecilia Music Society w Grand Rapids), w krajach Europy Zachodniej, między innymi na Międzynarodowych Targach Sztuki „Music Fair” we Frankfurcie, Festiwalu „Stakkato” w Berlinie Zachodnim, a także w targach "EXPO 2000" w Hanowerze. Brał również udział w imprezach kulturalnych zorganizowanych przez Instytut Polsko-Niemiecki w Darmstadt oraz w Düsseldorfie w ramach "Dni Śląskich w Nadrenii Północnej-Westfalii".
Wykonywał własne kompozycje na Międzynarodowych Festiwalach Muzyki Współczesnej „Warszawska Jesień”, Międzynarodowych Festiwalach Pianistów Jazzowych w Kaliszu, Festiwalach Polskiej Muzyki Współczesnej „Poznańska Wiosna Muzyczna”.
Komponuje muzykę teatralną i filmową, między innymi do serii kilkunastu filmów animowanych Marka Luzara pod tytułem „Szkoła Mędrców”. W 1998 roku został laureatem nagrody przyznawanej przez prezydenta miasta Bielska-Białej – „Ikar’98” za wydarzenie roku jakim było prawykonanie utworu „Droga Nadziei – oratorium oświęcimskie”, które odbyło się 11 listopada 1998 roku w Oświęcimiu.
W 2001 roku skomponował oratorium beskidzkie „Gość Oczekiwany” według dramatu Zofii Kossak. Prawykonanie oratorium miało miejsce podczas II Międzynarodowego Festiwalu Muzyki Sakralnej „Sacrum in Musica” w Bielsku-Białej. Utwór był również wykonywany m.in. w bazylice Bożego Miłosierdzia w Krakowie-Łagiewnikach podczas wizyty Jana Pawła II w 2002 roku, w katedrze w Gliwicach oraz w Opolu, w kościele Wniebowstąpienia Pańskiego w Warszawie, gdzie został uznany wydarzeniem artystycznym 2003 roku.
W 2004 roku miało miejsce prawykonanie kolejnego oratorium – „Święty Piotr” opartego na tekstach Nowego Testamentu, przedstawione również w 2005 roku w bazylice Opatrzności Bożej w Warszawie.
21 lutego 2006 w Bielskim Centrum kultury odbył się koncert kompozytorski promujący nową płytę solową „Wysokie Góry”.
W grudniu 2006 roku odbyło się prawykonanie utworu „14 dni pod ziemią” skomponowanego z okazji 25 rocznicy strajku w kopalni „Piast” w Bieruniu.
W czerwcu 2007 roku odbyła się premiera musicalu „Szczęśliwi ludzie”, którego głównym wątkiem jest współczesna rodzina i jej zmagania z odwiecznym „konfliktem pokoleń”.
W sierpniu 2018 roku w  Londynie miało miejsce prawykonanie "Kantaty NIEPODLEGŁOŚĆ”
W ostatnim czasie zagrał ponad 150 koncertów w Wielkiej Brytanii.
W 2018 roku otrzymał Medal 100-lecia Odzyskania Niepodległości nadany przez Prezesa Rady Ministrów.

## Ważniejsze kompozycje
- Paląca się świeca, czyli historia życia (1972)
- Selfaktor, czyli samoprząśnica wózkowa (1973)
- Konwersacja – na dwa fortepiany (1978)
- Nieokreśloność – trio smyczkowe (1978)
- Ludzie ludziom – na chór mieszany (1978)
- Jazz – kwartet obojowy (1979)
- Jazz IIp – kwartet obojowy (1979)
- Bertram – na głos i fortepian (1979)
- Sytuacja – na fagot i taśmę czterokanałową (1980)
- Konfrontacja – na fortepian i dowolną liczbę śpiewaków (1981)
- Kłębowisko – na wielką orkiestrę symfoniczną (1981)
- Widzenie przeszłości – muzyka elektroniczna (1983)
- Zaistnienie w dowolnym kontekście – sytuacja artystyczna (1984)
- Punkty odniesienia – na fortepian (1986)
- Hymn o miłości – na taśmę (1987)
- Spokojna starość – na fortepian (1995)
- Droga Nadziei – oratorium (1998)
- Gość Oczekiwany – oratorium beskidzkie (2001)
- Święty Piotr – oratorium (2004)
- 14 dni pod ziemią – na sopran, chór mieszany i orkiestrę dętą (2006)
- Szczęśliwi ludzie – musical (2007)
- Kantata NIEPODLEGŁOŚĆ (2018)
- Suita 2019 (2019)
- Tańce polskie (2020)
- Muzyka planet (2021)
- Kwartet smyczkowy na koniec pandemii (2022)

## Dyskografia
- „O naśladowaniu Chrystusa” – według tekstów Tomasza a'Kempis
- „Przyjdź” – do wybranych tekstów z Pisma Świętego
- „Music Narrations” – fortepian
- „Muzyka w Bielsku-Białej I” – „Spokojna starość”
- „Song for a Better Tomorrow” Jana Tyszkiewicza – improwizacje fortepianowe
- „Droga Nadziei” – oratorium
- „Foto Art Festiwal 2005” – fortepian
- „14 dni pod ziemią” – na sopran, chór mieszany i orkiestrę dętą
- „Wysokie góry” – fortepian
- „Foto Art Festiwal 2007” DVD – fortepian
- "Światłość światu" – kolędy – fortepian
- "Krajobrazy"
- "Archaic Vojce"
- "Kolędy 2011"
- "Wyznania pana A"
- "6 Dekada" – fortepian
- Dzieje hymnu w dobie odzyskania niepodległości
- Do młodych  i Prośba do wierszy Adama Asnyka na głos, fortepian i wiolonczelę (2023)
- Styczeń1863 – kantata na głos, fortepian i wiolonczelę (2023)
- Tryptyk warszawski – na głos, fortepian i wiolonczelę (2024)